# Abrothallus cetrariae
Abrothallus cetrariae är en lavart som beskrevs av Kotte 1909. Abrothallus cetrariae ingår i släktet Abrothallus, divisionen sporsäcksvampar och riket svampar.  Arten är reproducerande i Sverige. Inga underarter finns listade i Catalogue of Life.